# Brian Peaker
Brian Peaker, né le 26 mai 1959 à London (Ontario), est un rameur d'aviron canadien. 

## Carrière
Brian Peaker participe aux Jeux olympiques d'été de 1996 à Atlanta et remporte la médaille d'argent en quatre sans barreur poids légers avec son coéquipier Jeffrey Lay, Dave Boyes et Gavin Hassett.